# John Douglas
John "Johnny" William Henry Tyler Douglas (født 3. september 1882, død 19. december 1930) var en britisk bokser som deltog i OL 1908 i London.
Douglas blev olympisk mester i boksning under OL 1908 i London. Han vandt en guldmedalje i vægtklassen, mellemvægt.